# Cimetière nouveau d'Asnières-sur-Seine
Le cimetière nouveau d'Asnières-sur-Seine est un cimetière communal se trouvant avenue de la Redoute à Asnières-sur-Seine, dans les Hauts-de-Seine, en France.

## Historique

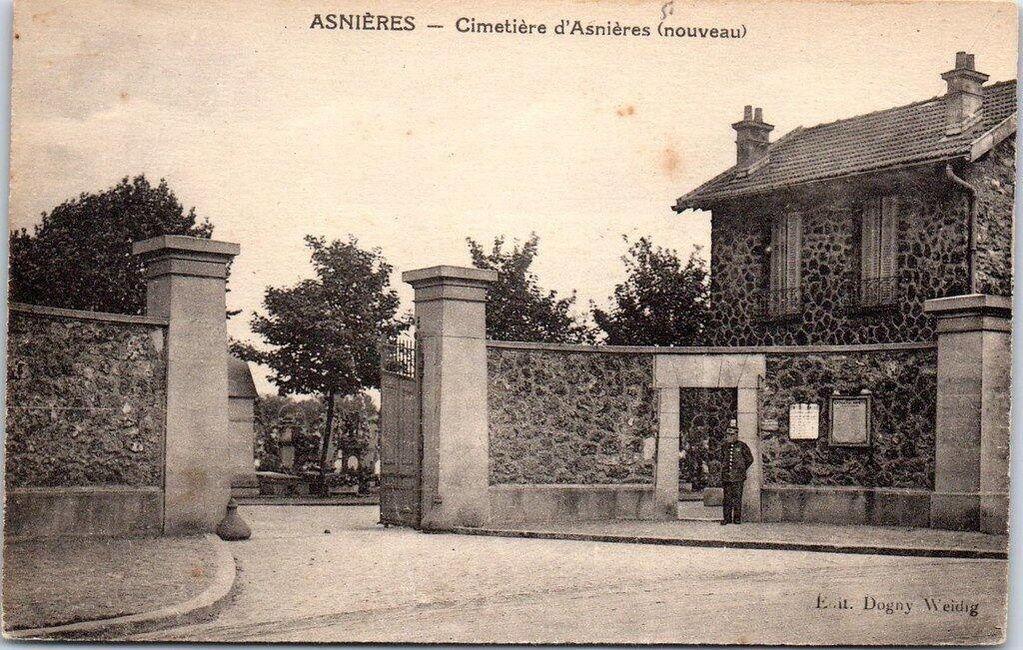
Le cimetière nouveau vers 1900.

Ce cimetière constitue une annexe du cimetière de Bois-Colombes auquel il est contigü. Tous deux ont été construits à l'emplacement de l'ancienne redoute de Gennevilliers, une des fortifications de Paris aux XIXe et XXe siècles.

## Personnalités inhumées
- André Ménétrier (Suresnes 23 décembre 1922-Asnières-sur-Seine 24 juin 2015), ancien Secrétaire général du Secours populaire[2].